# ألبا فلوريس
ألبا غونزاليز فيلا (بالإسبانية: Alba Flores)، أو كما تعرف بـ ألبا فلوريس من مواليد مدريد، إسبانيا (27 أكتوبر، 1986) ممثلة إسبانية، اشتهرت مؤخرًا بدور نيروبي في المسلسل الإسباني الشهير بيت من ورق.

## السيرة الشخصية
ألبا فلوريس هي الابنة الوحيدة للموسيقي انطونيو فلوريس وآنا فيلا التي هي منتج مسرحي. وهي أيضاً حفيدة لولا فلوريس، وهي أيضا ابنة اخ بالنسبة للوريتا فلوريس (مغنية) وروسراي فلوريس (مغنية). وابنة عم الممثلة ايلينا فيوراسي.
درست ألبا الدراما عندما كانت في سن الثالثة عشر. وأيضاً درست بشكل ثانوي البيانو.
وبالنسبة لمجالها في المسرح لديها القليل من الأعمال، قامت بأداء بعض الادوار الملحوظة مثل: لونا دي ميل في مسرحية (شهر العسل في هيروشيما) في عام 2005, والنسخة الغجرية من مسرحية حلم ليلة في منتصف الصيف في عام 2007

## السيرة المهنية
في عام 2005, بدأت ألبا مشوارها السينمائي في فيلم El Calentito (الدفئ).
وعلى الصعيد التلفزيوني، في البداية قامت بالمشاركة في حلقة من مسلسل El comisario (المفوض) في عام 2006. وفي عام 2008 حصلت على دور في المسلسل التلفزيوني El síndrome de Ulises, وقامت بالاداء في الإنتاج الموسيقي في Enamorados anónimos.
في عام 2009, قامت بأداء أغنية والدها I cannot fall in love with you من أجل الفيلم Al final del camino.
في بداية عام 2013 أصبحت كممثلة اساسية في مسلسل El tiempo entre costuras. وبعدها ظهرت في المسلسل التلفزيوني Cuéntame.
في عام 2015 أصبحت جزءاً من سلسلة مسلسل Vis a vis (هذا ما جناه قلبي) والتي تقوم بشخصية سراي فارغاس الغجرية.
وفي عام 2017 قامت بالظهور في المسلسل الشهير La casa de papel (بيت من ورق) بدورها الشهير نيروبي.

## أعمالها
| السنة     | اسم العمل        | الدور       | ملاحظات   |
| --------- | ---------------- | ----------- | --------- |
| 2015-2019 | هذا ما جناه قلبي | سراي فارغاس | دور اساسي |
| 2017-2020 | بيت من ورق       | نيروبي      | دور اساسي |

| السنة | اسم العمل   |
| ----- | ----------- |
| 2005  | الدفئ       |
| 2006  | المدراء     |
| 2015  | ذاكرة الماء |

## الجوائز
| السنة | الجائزة                 | العمل            | النتيجة | المراجع |
| ----- | ----------------------- | ---------------- | ------- | ------- |
| 2015  | افضل فنانة في عمل درامي | هذا ما جناه قلبي | فازت    | [ 4 ]   |

| السنة | الجائزة    | العمل            | النتيجة | المراجع |
| ----- | ---------- | ---------------- | ------- | ------- |
| 2018  | افضل ممثلة | هذا ما جناه قلبي | ترشحت   | [ 5 ]   |

| السنة | الجائزة                             | العمل            | النتيجة | المراجع |
| ----- | ----------------------------------- | ---------------- | ------- | ------- |
| 2017  | افضل ممثلة مساعدة في مسلسل تلفزيوني | هذا ما جناه قلبي | ترشحت   |         |
| 2018  | افضل ممثلة مساعدة في مسلسل تلفزيوني | بيت من ورق       | ترشحت   | [ 6 ]   |

| السنة | الجائزة                             | العمل            | النتيجة | المراجع |
| ----- | ----------------------------------- | ---------------- | ------- | ------- |
| 2016  | أفضل ممثلة مساعدة في مسلسل تلفزيوني | هذا ما جناه قلبي | ترشحت   |         |
| 2017  | أفضل ممثلة مساعدة في مسلسل تلفزيوني | هذا ما جناه قلبي | فازت    | [ 7 ]   |
| 2018  | أفضل ممثلة مساعدة في مسلسل تلفزيوني | بيت من ورق       | ترشحت   | [ 8 ]   |
| 2019  | أفضل ممثلة رائدة في مسلسل تلفزيوني  | بيت من ورق       | ترشحت   | [ 9 ]   |

## وصلات خارجية
ألبا فلوريس على موقع IMDb (الإنجليزية)
- ألبا فلوريس على موقع ميتاكريتيك (الإنجليزية)
- ألبا فلوريس على موقع روتن توميتوز (الإنجليزية)
- ألبا فلوريس على موقع ألو سيني (الفرنسية)
- ألبا فلوريس على موقع قاعدة بيانات الفيلم (الإنجليزية)